# Serie del Caribe 2022
La Serie del Caribe 2022 fue un evento deportivo de béisbol profesional, que se disputó en el estadio Quisqueya Juan Marichal de Santo Domingo - República Dominicana, desde el 28 de enero hasta el 3 de febrero de 2022. El campeón del torneo fue    Caimanes de Barranquilla de Colombia.
Esta serie reunió a los equipos de béisbol profesional campeones de los torneos de los países que integran la Confederación de Béisbol Profesional del Caribe: Venezuela, República Dominicana, Puerto Rico y México, más los representantes de Panamá y Colombia en calidad de invitados.

## Estadio
Para los partidos oficiales de ronda preliminar, semifinales y final, se utilizó el Estadio Quisqueya Juan Marichal ubicado en Santo Domingo - República Dominicana.

## Formato del torneo
En esta edición número 64 de la Serie del Caribe, se volvió a utilizar el formato de todos contra todos a una sola vuelta, en la cual los 6 equipos se enfrentan una sola vez entre sí. Las 4 novenas que obtengan la mayor cantidad de victorias disputaron las semifinales (1° vs. 4° y 2° vs. 3°) en las que los 2 ganadores disputaron la Gran Final para decidir el campeón del torneo.

## Equipos participantes
| País                 | Equipo                    | Liga/vía de clasificación                                                      |
| -------------------- | ------------------------- | ------------------------------------------------------------------------------ |
| Colombia             | Caimanes de Barranquilla  | Campeón de la Liga Colombiana de Béisbol Profesional (2021/22)                 |
| México               | Charros de Jalisco        | Campeón de la Liga Mexicana del Pacífico (2021/22)                             |
| Panamá               | Astronautas de Los Santos | Campeón de la Liga Profesional de Béisbol de Panamá (2021/22)                  |
| Puerto Rico          | Criollos de Caguas        | Campeón de la Liga de Béisbol Profesional Roberto Clemente (2021/22)           |
| República Dominicana | Gigantes del Cibao        | Campeón de la Liga de Béisbol Profesional de la República Dominicana (2021/22) |
| Venezuela            | Navegantes del Magallanes | Campeón de la Liga Venezolana de Béisbol Profesional (2021/22)                 |

## Ronda Preliminar

### Posiciones
| Pos | Equipo                    | J | G | P | Ave. | VTJ | CA | CP | DC | H-H | TQB    |
| --- | ------------------------- | - | - | - | ---- | --- | -- | -- | -- | --- | ------ |
| 1   | Gigantes del Cibao        | 5 | 4 | 1 | .800 | 0   | 24 | 17 | +7 | 0-0 | 0,000  |
| 2   | Caimanes de Barranquilla  | 5 | 3 | 2 | .600 | 1   | 16 | 14 | +2 | 1-1 | 0.216  |
| 3   | Navegantes del Magallanes | 5 | 3 | 2 | .600 | 1   | 19 | 17 | +2 | 1-1 | 0.020  |
| 4   | Charros de Jalisco        | 5 | 3 | 2 | .600 | 1   | 9  | 8  | +1 | 1-1 | -0.235 |
| 5   | Astronautas de Los Santos | 5 | 1 | 4 | .200 | 3   | 12 | 18 | -6 | 1-0 | 0,000  |
| 6   | Criollos de Caguas        | 5 | 1 | 4 | .200 | 3   | 13 | 19 | -6 | 0-1 | 0,000  |

Glosario:
- J: Jugados
- G: Ganados
- P: Perdidos
- Ave: Promedio del Equipo
- VTJ: Ventaja
- CA: Carreras Anotadas
- CP: Carreras Permitidas
- DC: Diferencia de Carreras
- H-H: Head-To-Head (Racha entre dos equipos específicos. Se usa como criterio de desempate)
- TQB: Equilibrio de Calidad del equipo

#### Clasificación para la Segunda Fase
| - | Clasificados a las Semifinales. |
| - | Equipos Eliminados.             |

- Hora local UTC-4:00 (aplicado para Santo Domingo, República Dominicana)

| Fecha        | Hora  | Visitante                 | Resultado  | Local                     | Estadio                         |
| ------------ | ----- | ------------------------- | ---------- | ------------------------- | ------------------------------- |
| 28 de enero  | 10:00 | Criollos de Caguas        | 2 - 3      | Astronautas de Los Santos | Estadio Quisqueya Juan Marichal |
| 28 de enero  | 15:00 | Caimanes de Barranquilla  | 6 - 1      | Navegantes del Magallanes | Estadio Quisqueya Juan Marichal |
| 28 de enero  | 20:00 | Gigantes del Cibao        | 3 - 2      | Charros de Jalisco        | Estadio Quisqueya Juan Marichal |
| 29 de enero  | 10:00 | Astronautas de Los Santos | 5 - 6      | Caimanes de Barranquilla  | Estadio Quisqueya Juan Marichal |
| 29 de enero  | 15:00 | Charros de Jalisco        | 0 - 5      | Navegantes del Magallanes | Estadio Quisqueya Juan Marichal |
| 29 de enero  | 20:00 | Criollos de Caguas        | 3 - 5      | Gigantes del Cibao        | Estadio Quisqueya Juan Marichal |
| 30 de enero  | 10:00 | Caimanes de Barranquilla  | 0 - 1      | Charros de Jalisco        | Estadio Quisqueya Juan Marichal |
| 30 de enero  | 15:00 | Navegantes del Magallanes | 4 - 2      | Criollos de Caguas        | Estadio Quisqueya Juan Marichal |
| 30 de enero  | 20:00 | Astronautas de Los Santos | 3 - 7      | Gigantes del Cibao        | Estadio Quisqueya Juan Marichal |
| 31 de enero  | 10:30 | Navegantes del Magallanes | 2 - 1      | Astronautas de Los Santos | Estadio Quisqueya Juan Marichal |
| 31 de enero  | 15:00 | Charros de Jalisco        | 5 - 0      | Criollos de Caguas        | Estadio Quisqueya Juan Marichal |
| 31 de enero  | 20:00 | Gigantes del Cibao        | 1 - 2      | Caimanes de Barranquilla  | Estadio Quisqueya Juan Marichal |
| 1 de febrero | 10:30 | Caimanes de Barranquilla  | 2 - 6      | Criollos de Caguas        | Estadio Quisqueya Juan Marichal |
| 1 de febrero | 15:00 | Astronautas de Los Santos | 0 - 1      | Charros de Jalisco        | Estadio Quisqueya Juan Marichal |
| 1 de febrero | 20:00 | Navegantes del Magallanes | 7 - 8 (10) | Gigantes del Cibao        | Estadio Quisqueya Juan Marichal |

## Fase Eliminatoria
|  | Semifinales | Semifinales               | Semifinales |                          |   | Final              | Final | Final |  |
|  |             |                           |             |                          |   |                    |       |       |  |
|  |             |                           |             |                          |   |                    |       |       |  |
|  | 4           | Charros de Jalisco        | 1           |                          |   |                    |       |       |  |
|  | 4           | Charros de Jalisco        | 1           |                          |   |                    |       |       |  |
|  | 1           | Gigantes del Cibao        | 2           |                          |   |                    |       |       |  |
|  | 1           | Gigantes del Cibao        | 2           |                          | 1 | Gigantes del Cibao | 1     |       |  |
|  |             |                           |             |                          | 1 | Gigantes del Cibao | 1     |       |  |
|  |             |                           | 2           | Caimanes de Barranquilla | 4 |                    |       |       |  |
|  | 3           | Navegantes del Magallanes | 2           | Caimanes de Barranquilla | 4 | 1                  |       |       |  |
|  | 3           | Navegantes del Magallanes |             |                          |   | 1                  |       |       |  |
|  | 2           | Caimanes de Barranquilla  | 8           |                          |   |                    |       |       |  |
|  | 2           | Caimanes de Barranquilla  | 8           |                          |   |                    |       |       |  |
|  |             |                           |             |                          |   |                    |       |       |  |

### Semifinales
| Fecha        | Hora  | Visitante                 | Resultado | Local                    | Estadio                         |
| ------------ | ----- | ------------------------- | --------- | ------------------------ | ------------------------------- |
| 2 de febrero | 15:00 | Navegantes del Magallanes | 1 - 8     | Caimanes de Barranquilla | Estadio Quisqueya Juan Marichal |
| 2 de febrero | 20:00 | Charros de Jalisco        | 1 - 2     | Gigantes del Cibao       | Estadio Quisqueya Juan Marichal |

### Final
| Fecha        | Hora  | Visitante                | Resultado | Local              | Estadio                         |
| ------------ | ----- | ------------------------ | --------- | ------------------ | ------------------------------- |
| 3 de febrero | 19:00 | Caimanes de Barranquilla | 4 - 1     | Gigantes del Cibao | Estadio Quisqueya Juan Marichal |

## Campeón
| Bandera de Colombia                |
| Caimanes de Barranquilla 1º titulo |
|                                    |

## Reconocimientos y premios

### Equipo All Star
| Pos     | Jugador               | Equipo                    |
| ------- | --------------------- | ------------------------- |
| C       | Christian Bethancourt | Astronautas de Los Santos |
| 1B      | Reynaldo Rodríguez    | Caimanes de Barranquilla  |
| 2B      | Robinson Canó         | Gigantes del Cibao        |
| 3B      | Niuman Romero         | Navegantes del Magallanes |
| SS      | Hanser Alberto        | Gigantes del Cibao        |
| LF      | Félix Pérez           | Charros de Jalisco        |
| CF      | José Siri             | Gigantes del Cibao        |
| RF      | Danry Vásquez         | Navegantes del Magallanes |
| SP      | Tyler Alexander       | Gigantes del Cibao        |
| RP      | Luis Felipe Castillo  | Gigantes del Cibao        |
| DH      | Juan Francisco        | Gigantes del Cibao        |
| Manager | José Armando Mosquera | Caimanes de Barranquilla  |